# Dorin Chirtoacă
Dorin Chirtoacă (ur. 9 sierpnia 1978 w Kiszyniowie) – mołdawski polityk, prawnik i samorządowiec, w latach 2007–2018 burmistrz Kiszyniowa (od 2017 zawieszony w pełnieniu obowiązków), przewodniczący Partii Liberalnej.

## Życiorys
W latach 1997–2001 studiował prawo na Uniwersytecie Bukareszteńskim oraz prawo europejskie na Université Panthéon-Sorbonne. Od 2001 do 2003 pracował w Televiziunea Română jako redaktor i wydawca programu Surprize, surprize. W latach 2003–2005 był przedstawicielem Komitetu Helsińskiego w Mołdawii.
Działacz Partii Liberalnej, którą kierował jego krewny Mihai Ghimpu. Był wiceprzewodniczącym i pierwszym wiceprzewodniczącym tego ugrupowania.
W 2007 wziął udział w wyborach na urząd burmistrza Kiszyniowa. W pierwszej turze głosowania z 3 czerwca 2007 zajął drugie miejsce z wynikiem 24,4% głosów (za kandydatem Partii Komunistów Republiki Mołdawii Veaceslavem Iordanem, którego poparło 27,6% głosujących). W drugiej turze wyborów z 17 czerwca 2007 pokonał swojego kontrkandydata, zdobywając 61,2% głosów. Następnego dnia oficjalnie objął stanowisko burmistrza stolicy. W wyborach w 2011 i 2015 z powodzeniem ubiegał się o reelekcję, pokonując w drugich turach odpowiednio Igora Dodona i Zinaidę Greceanîi.
W 2017 został zawieszony w wykonywaniu obowiązków do czasu zakończenia prowadzonego w jego sprawie postępowania karnego, w którym przedstawiono mu zarzuty korupcyjne. Ostatecznie w 2018 zakończył pełnienie funkcji burmistrza. W tym samym roku został nowym przewodniczącym Partii Liberalnej.
W 2020 kandydował w wyborach prezydenckich, w pierwszej turze zajął ostatnie miejsce wśród 8 kandydatów z wynikiem 1,2% głosów.

## Odznaczenia
W 2013 otrzymał Order Korony Rumunii V klasy. W 2014 został odznaczony Orderem Gwiazdy Rumunii IV klasy.

## Życie prywatne
W 2016 przez kilka miesięcy był żonaty z dziennikarką Anișoarą Loghin; małżeństwo zakończyło się rozwodem. Oprócz ojczystego języka rumuńskiego posługuje się także językiem angielskim, francuskim i rosyjskim.